# Phytomyza disjuncta
Phytomyza disjuncta är en tvåvingeart som beskrevs av Mitsuhiro Sasakawa 1961. Phytomyza disjuncta ingår i släktet Phytomyza och familjen minerarflugor. Inga underarter finns listade i Catalogue of Life.